# Ospedale Cisanello
L'ospedale Cisanello è il principale policlinico di Pisa, in Toscana; è uno dei due ospedali presenti sul territorio comunale (l'altro è l'ospedale Santa Chiara).
Gestito dall'Azienda ospedaliero-universitaria pisana (AOUP), Cisanello è uno degli ospedali più importanti della regione e d'Italia, e vanta alcuni fra i reparti migliori sul territorio nazionale; in particolare si distingue nei reparti di endocrinologia, chirurgia generale, chirurgia cardiovascolare e chirurgia renale.
L'ospedale ospita inoltre diverse aule didattiche per gli studenti di Medicina e Chirurgia dell'Università di Pisa.

## Storia

### Il Sanatorio
Un complesso ospedaliero nella zona di Cisanello si sviluppò agli inizi del XX secolo come Sanatorio "Vittorio Emanuele". All'epoca l'area era caratterizzata da un piccolo borgo in aperta campagna, distante dalla città e avente come centri le chiese di San Biagio, San Giusto (scomparsa) e San Pietro (sconsacrata).
La nascita di un sanatorio si fece necessaria nel 1874 per isolare i malati infettivi dall'area urbana. In origine era già usato come lazzaretto l'ex-convento di Santa Croce in Fossabanda, ma nel 1884 a causa di una epidemia di tifo e tubercolosi fu usato anche il lazzaretto della chiesa di San Iacopo in Orticaia. Anni dopo, una petizione popolare contro il trasferimento dei malati presso San Jacopo indusse il comune a progettare la costruzione di nuovi edifici in un'altra zona, abbandonando così i lazzaretti di San Jacopo e di Santa Croce.
Nel luglio 1904 l'amministrazione dell'ospedale Santa Chiara inizia a cercare un luogo dove aprire una sezione dedicata per i malati di tubercolosi. Venne individuata l'area accanto al fiume Arno di proprietà di Pietro Gratta che fu scelta per la sua distanza dalla città, ben ventilata, asciutta e al riparo da venti freddi. Così il 14 novembre 1906 ebbe inizio la costruzione del Sanatorio "Vittorio Emanuele" alla presenza del re Vittorio Emanuele e della regina Elena, terminato successivamente nel 1912. Nel 1913 e nel 1915 avvengono due donazioni di alberi e palme per abbellire e migliorare l'aria del sanatorio.
Durante la prima guerra mondiale ci fu un grande afflusso di malati, tale per cui si dovettero riaprire i lazzaretti di San Jacopo e Santa Croce in Fossabanda.

### Il primo ampliamento
Negli anni 20 ci fu un primo ampliamento delle strutture, sia di degenza che di servizio. Fu inaugurata anche una piccola sala cinematografica per alleviare i periodi di degenza dei malati e una cappella.
Negli anni 30 ci fu un aumento dei malati di lebbra e si rese necessario la costruzione di un "lebbrosario" accanto al tubercolosario preesistente. Fu costruito un nuovo edificio di due piani con 120 posti letto, utilizzante la cucina del tubercolosario. Successivamente venne acquistato un terreno in zona San Biagio per realizzare un acquedotto ad uso esclusivo dell'ospedale e altri locali di servizio.
Nel 1946, dopo i danni della seconda guerra mondiale tutti i locali dovettero essere restaurati e alcuni locali cambiarono di destinazione d'uso. Fino al 1970 non ci furono altri ampliamenti degni di nota.

### Primo ospedale della città

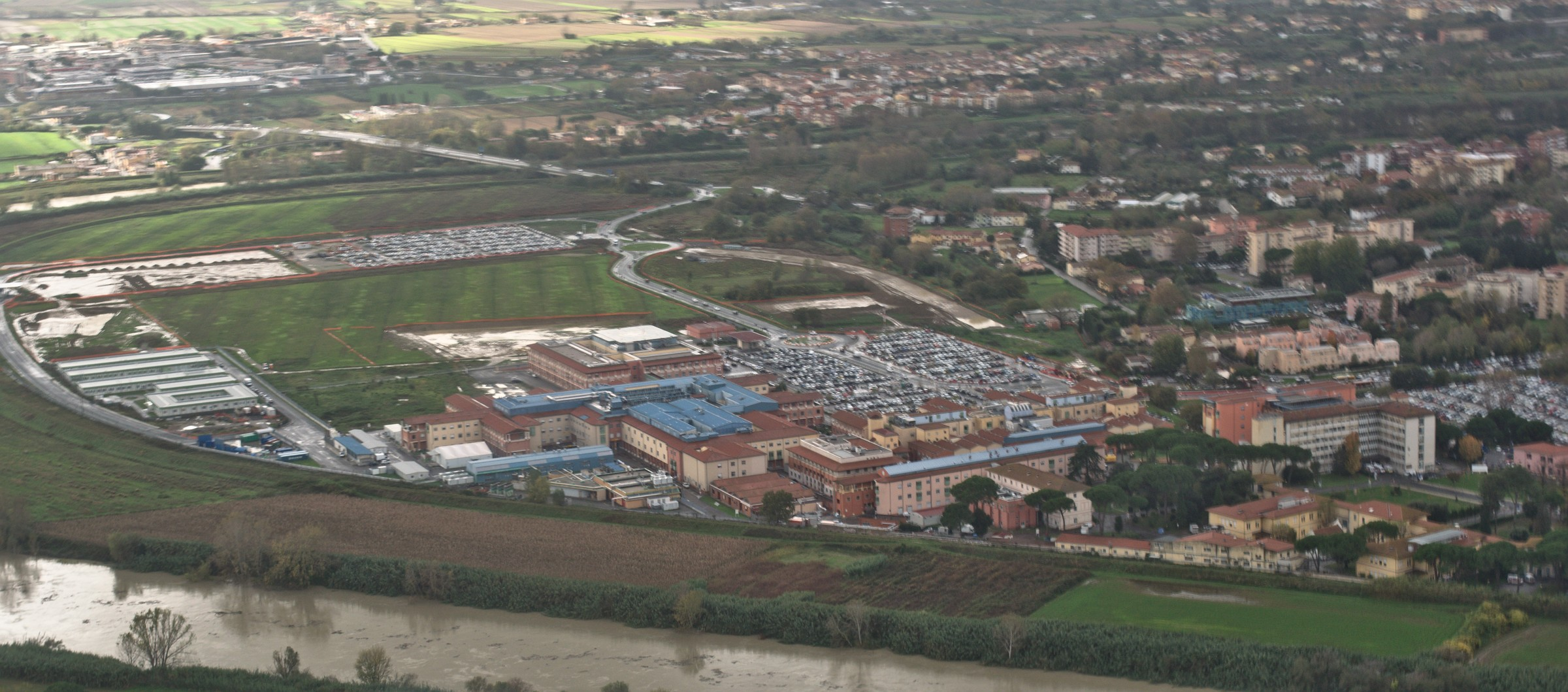
Vista aerea del complesso

Dal 2005 è iniziato un completo trasferimento di dipartimenti e cliniche dall'area dell'ospedale di Santa Chiara a quello di Cisanello, ampliandone considerevolmente l'area ospedaliera verso sud.
Nel 2010 è stato trasferito il pronto soccorso dall'ospedale Santa Chiara a Cisanello, rendendo definitivamente quest'ultimo l'ospedale principale della città e dei comuni limitrofi.
Dal 2010 l'ospedale è soggetto ad una serie di riqualificazioni che lo porteranno, entro il 2025, a diventare uno dei policlinici più importanti del centro Italia. Mentre la zona dove ora è presente l'Azienda ospedaliero-universitaria degli Spedali Riuniti di Santa Chiara, comunemente nota come ospedale di Santa Chiara, verrà rimpiazzata da un nuovo quartiere a ridosso della Piazza dei Miracoli.

## Struttura dell'ospedale
L'ospedale è composto da 21 edifici, numerati da 1 a 103. L'edificio 31 contiene il pronto soccorso, facente parte del dipartimento d'emergenza e accettazione (DEA di II livello) dell'ospedale. Di seguito sono elencati i reparti con sede operativa presso il P.O di Cisanello:

### Dipartimenti
Dipartimento di emergenza e accettazione
- Medicina d’urgenza e Pronto Soccorso SSN
- Medicina d’urgenza Univ.
- CC Trauma Center
- Chirurgia d’urgenza
- Centro ustioni
- Medicina 2
- Medicina 3
- Geriatria
- Ortopedia e Traumatologia 1
- Ortopedia e Traumatologia 2
- Ortopedia - chirurgia del piede e della caviglia
- Riabilitazione ortopedica
- CC oncologico ortopedico
- CC protesico

Dipartimento cardio-toraco-vascolare
- Cardio-angiologia
- Cardiochirurgia
- Cardiologia 1 - UTIC
- Cardiologia 2
- Chirurgia toracica
- Chirurgia vascolare
- Endoscopia toracica
- Emodinamica
- Pneumologia
- Oncopneumologia
- CC cuore
- CC torace
- Sez. Chirurgia toracica mininvasiva e robotica
- Percorso interstiziopatie polmonari
- Percorso SLA in fase acuta

Dipartimento di Chirurgia addominale e Urologia
- Endoscopia digestiva
- Chirurgia generale e peritoneale
- Chirurgia epatica e del risparmio d’organo
- Chirurgia dell’esofago e stomaco
- Chirurgia generale SSN
- Chirurgia generale Univ.
- Chirurgia malattie infiammatorie intestinali
- Chirurgia proctologica e perineale
- Urologia 1
- Urologia 2
- CC chirurgia del peritoneo
- CC colon retto
- CC proctologico e del pavimento pelvico

Dipartimento delle neuroscienze
- Neurologia
- Neurochirurgia
- Neuroriabilitazione
- Mielolesi - unità spinale
- Riabilitazione neurocognitiva dell’età evolutiva
- CC malattie neurodegenerative

Dipartimento di specialità mediche e chirurgiche
- Gastroenterologia Univ.
- Epatologia
- Nefrologia, trapianti e dialisi
- Malattie infettive
- Oculistica
- Chirurgia oftalmica
- Chirurgia maxillo-facciale
- Otorinolaringoiatria, audiologia e foniatria
- Chirugia del basicranio e rino-orbitaria

Dipartimento di Chirurgia e Medicina endocrino-metabolica e dei trapianti
- Chirurgia bariatrica
- Chirurgia epatica e del trapianto di fegato
- Chirurgia generale e dei trapianti
- Malattie metaboliche e diabetologia
- Piede diabetico
- Medicina ad indirizzo metabolico
- Dietologia e nutrizione clinica
- Endocrinologia 1
- Endocrinologia 2
- Endocrinochirurgia
- CC pancreas
- CC endocrinochirurgico

Dipartimento di medicina radiologica nucleare e di laboratorio
- Radiodiagnostica PS
- Neuroradiologia
- Radiodiagnostica 1
- Radiodiagnostica 2
- Sez. radiologia Cisanello
- Medicina trasfusionale e biologia dei trapianti
- Radiologia interventistica
- Immunogenetica
- Microbiologia
- Citopatologia
- Laboratorio trapianti
- Laboratorio chimica ed endocrinologia
- Patologia clinica
- Terapia nucleare endocrino oncologica
- Virologia

Dipartimento di anestesia e terapie intensive
- Anestesia e rianimazione PS
- Anestesia e rianimazione Interdip.
- Anestesia e rianimazione CTV
- Neuroanestesia e rianimazione
- Anestesia e rianimazione Trapianti
- Anestesia e rianimazione Ortopedia e Centro Ustioni
- Anestesia Centro Endocrinochirurgia
- Anestesia e Terapia del dolore

Nell’ambito dell’emergenza-urgenza, in quanto presso il P.O. di Cisanello vi è sede di un DEA di II livello, prestano servizio anche i professionisti dei seguenti reparti (con sede operativa presso il P.O. di Santa Chiara):
- Pediatria (PS pediatrico)
- Chirurgia plastica SSN
- Chirurgia plastica e microchirurgia Univ.
- Chirurgia della mano

### Centri interdipartimentali (Dipartimento Direzione Sanitaria)
- Centro operativo multidisciplinare di chirurgia robotica
- Centro multidisciplinare ricovero breve